# 巴拉科沃核电站
巴拉科沃核电站 (俄语： [pronunciationⓘ]) 位于距离莫斯科东南900公里的俄罗斯联邦萨拉托夫州巴拉科沃，该电厂拥有四座核反应堆，一座核反应堆正在建设之中。